# Dziemiany (gmina)
Pour les articles homonymes, voir Dziemiany.
Dziemiany est une gmina rurale du powiat de Kościerzyna, Poméranie, dans le nord de la Pologne. Son siège est le village de Dziemiany, qui se situe environ 19 km au sud-ouest de Kościerzyna et 70 km au sud-ouest de la capitale régionale Gdańsk.
La gmina couvre une superficie de 124,97 km2 pour une population de 4 065 habitants.

## Géographie
La gmina inclut les villages de Belfort, Białe Błoto, Borsztal, Czarne, Dąbrówka, Dębina, Dunajki, Dywan, Dziemiany, Głuchy Bór, Jastrzębie Dziemiańskie, Kalisz, Kalwaria, Kloc, Lampkowo, Leżuchowo, Milkowo, Mutkowo, Nowe Słone, Pełki, Piechowice, Płęsy, Przerębska Huta, Raduń, Rów, Rozwalewo, Schodno, Słupinko, Stare Słone, Szablewo, Tklania, Tomaszewo, Trzebuń, Turzonka, Wilczewo, Żabowo, Zajączkowo, Zarośle, Zatrzebionka et Zimny Dwór.
La gmina borde les gminy de Brusy, Karsin, Kościerzyna, Lipusz et Studzienice.

## Jumelage
- Lohra (Allemagne) depuis le 26 mai 2006[2]